# Mimosa heterocarpa
Mimosa heterocarpa är en ärtväxtart som beskrevs av Karel Presl. Mimosa heterocarpa ingår i släktet mimosor, och familjen ärtväxter. Inga underarter finns listade i Catalogue of Life.